# Баксли, Барбара
Барбара Энджи Роуз Баксли (англ. Barbara Angie Rose Baxley, 1 января 1923, Портервилл, Калифорния, США — 7 июня 1990, Манхэттен, Нью-Йорк, США) — американская актриса.

## Биография
Барбара Бэксли родилась 1 января 1923 года в Портервилле, Калифорния, в семье Эммы (урождённой Тайлер) и Берта Баксли. С шести лет увлеклась актёрским мастерством, участвуя в школьных театральных постановках. Повзрослев, Бэксли стала членом престижной Актёрской школы в Нью-Йорке, а также изучала актёрское мастерство под руководством Сэнфорда Майснера. В 1955 году состоялся её кинодебют в драме «К востоку от рая», где они исполнила эпизодическую роль медсестры.
В 1961 Бэксли была номинирована на премию «Тони» за лучшую женскую роль в бродвейской комедийной постановке Теннесси Уильямса «Период привыкания». Помимо этого у неё были примечательные роли в постановках «Три сестры» Антона Чехова и в «Номер в отеле „Плаза“» Нила Саймона. Актриса много работала на телевидении, появившись в таких сериалах как «Альфред Хичкок представляет», «Перри Мэйсон», «Сумеречная зона», «Улицы Сан-Франциско» и «Она написала убийство». На киноэкранах у неё также были роли в фильмах «Нэшвилл» (1975) и «Норма Рэй» (1979).
Бэксли умерла в своем доме на Манхэттене 7 июня 1990 года от сердечного приступа в возрасте 67 лет.